# 脑毛大
脑毛大（羅馬化：Namudai，?—?），又作阿穆岱鸿台吉、那木大黄台吉、奴木大黄台吉，博尔济吉特氏，明末东蒙古察哈尔部領主之一。他是兀鲁思孛罗（或图鲁博罗特，存在争议）曾孫，纳密克之孫，挨大笔失之子。
他的部落驻牧在广宁西北小凌河流域（今辽宁省西部）。曾向明朝入贡。隆庆六年（1572年），他率军至义院口、界岭口（今河北省秦皇岛市抚宁区北部长城东段）。万历四年（1576年），和苏巴海攻打锦州、义州（今辽宁省义县）。万历十三年（1585年），和图们汗攻打三岔河以东和辽阳以西，图们汗以他为五执政之一。万历十五年（1587年），他代表图们汗到河套见三世达赖，请他到察哈尔传教，没有成功。